# Lake Cootapatamba
Lake Cootapatamba är en sjö i Australien. Den ligger i delstaten New South Wales, i den sydöstra delen av landet, omkring 390 kilometer sydväst om delstatshuvudstaden Sydney. Lake Cootapatamba ligger 2 046 meter över havet.
Trakten runt Lake Cootapatamba består i huvudsak av gräsmarker. Runt Lake Cootapatamba är det mycket glesbefolkat, med 3 invånare per kvadratkilometer. Genomsnittlig årsnederbörd är 1 182 millimeter. Den regnigaste månaden är mars, med i genomsnitt 151 mm nederbörd, och den torraste är juli, med 66 mm nederbörd.